# NeGcon

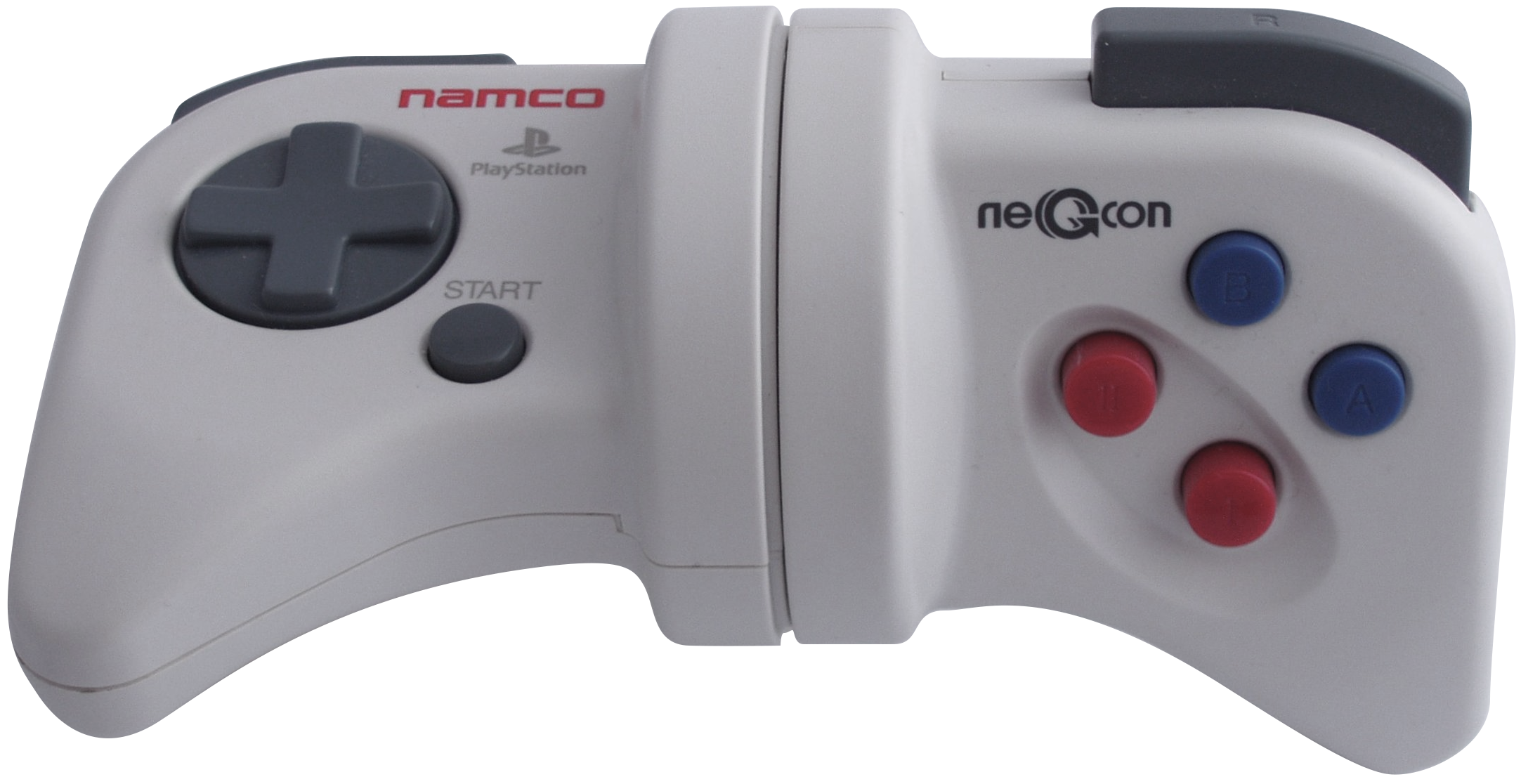
O controle neGcon.

O negCon é um controle desenvolvido pela Namco para o console PlayStation, lançado em 1995, é notável por ter um formato que permite que os dois lados do controle girem entre si, também removeu os botões R2, L2 e Select, foi inicialmente projetado para o jogo Cyber Sled, mas ganhou popularidade principalmente para jogos de corrida, posteriormente foi substituido pelo Jogcon.